# -dunum
Das Suffix -dunum (keltisch -dūnon/-dūnos) war eine keltische Ortsnamensendung. Es kann mit „Festung, Burg, Berg, Hügel“ übersetzt werden.

## Etymologie
Aus dem keltischen Wort -dūnon entwickelte sich das walisische din für 'Festung, Stadt' und irisch dún für 'Befestigung'. Ein Dun bezeichnet bronze- oder eisenzeitliche Anlage aus Trockenmauerwerk. Ebenso etymologisch verwandt ist das Wort mit dem altnordischen tūn für 'eingehegter Platz vor dem Haus, Hofplatz, Stadt', englisch town 'Stadt' und dem deutschen Wort Zaun.

## Deutschsprachiger Raum

### In der Antike belegte Orte
In der Geographia des Claudius Ptolemaios werden mehrere -dunum-Orte nördlich der Alpen genannt.
| latein. Ortsname | heutiger Name/Lokalisierung  | Bestimmungswort                                             |
| ---------------- | ---------------------------- | ----------------------------------------------------------- |
| Bragodunum       | in Rätien                    | gall. brago 'Sumpf'                                         |
| Carrodunum       | in Germania Magna            | gall. karros 'Wagen'                                        |
| Eburodunum       | Südosten Germaniens (Brünn?) | Personenname Eburus                                         |
| Gesodunum        | In Noricum                   |                                                             |
| Lugidunum        | in Germania Magna            | idg. *leug- 'hell, leuchtend', PN Lugus, gall. lugos 'Rabe' |
| Meliodunum       | Südostgermanien              | idg. *mel- 'dunkel, schwarz'                                |
| Segodunum        | Maingebiet                   | gall. sego- 'Stärke, Sieg'                                  |
| Tarodunum        | (Kirch)zarten                | PN Tarus                                                    |

In der Notitia dignitatum wird ein Parrodunum erwähnt, das in der Nähe von Ingolstadt vermutet wird. In Deutschland gehen die Städte Kempten (Cambodunum, gall. cambos 'krumm', 'Burg an der Krümmung') und Ladenburg (Lopodunum, vielleicht von Personenname Lopus) sicher auf das keltische Suffix zurück. In der Schweiz gilt dies für das Dorf Magden (murum magidunensem 364 bis 375 n. Chr.).

### Unbelegte Orte
Mit der zweiten Lautverschiebung entwickelte sich das -d- zu einem -t-. Auf diese Weise entwickelte sich der Ortsname *Dunum an der Aare zum heutigen Thun. Diesen Prozess kann man auch anhand der Ersterwähnungen der belegten Orte nachverfolgen (Tarodunum >  Zarduna 765, Lopodunum > Lobetdenburc 755/756 und Cambodunum > Kemptun 1263). Im Mittelhochdeutschen entstand letztlich eine Nebensilbenabschwächung, die dazu geführt hat, dass das meist unbetonte -u- abgeschwächt wurde. Ursprüngliche -dunum-Orte haben daher im Deutschen in der Regel die Silbe -ten. Lag die Betonung weiterhin auf der Silbe, kam es in der Neuzeit zu einer neuhochdeutschen Diphthongierung des langen -u- (> -au-, Beispiel Daun, Kirchdaun und Dhaun). Das schweizerdeutsche Gebiet war von dieser Lautentwicklung ausgenommen.
Als mögliche -dunum-Orte in der deutschsprachigen Schweiz gelten daher insbesondere Kloten (*Claudiodunum), Kempten ZH, Olten (*Olodunum > Oltun 1201), Langenthal (*Langadunum > Langatu 861, Langatun 894), Murgenthal (*Murgadunum > Murgatun 1254), Murten, Rhäzüns (*Raetiodunum > Castellum Rhaezunnes 960), Titterten (*Titurodunum > Titritun 1152) oder auch Turbenthal (*Turbadunum > Turbatuntale 825).

## Französischer Sprachraum
Französische Siedlungen namens Dun, die auf Dunum zurückgehen, finden sich in den Départements Ariege, Cher, Creuse, Indre, Meuse, Nievre und Saône-et-Loire (siehe hier). Der Ortsname Dunet im Département Indre stellt hierbei eine Verkleinerungsform dar.
Das Suffix kann sich über die Zeit unterschiedlich entwickelt haben.
Beispiele mit der Endung -dun:
- Bézaudun (Bisuldunum)
- Chaudun (Caudunum)
- Laudun (Laudunum)
- Verdun (Virodunum)

Beispiele mit der Endung -don:
- Averdon (vicaria Everdunensis < Eburodunum)
- Bresdon (vicaria Brodunensis)
- Moudon (Minnodunum)
- Yverdon (Ebrodunum)

Ebenso ist das -d- zwischen zwei Vokalen bei manchen Orten vollständig verschwunden. Beispiele hierfür sind:
- Achun (Seadunum)
- Arthun (Artedunum)
- Autun (Augustodunum)
- Embrun (civitas Ebrodunensium)
- Lyon (Lugodunum)
- Marquion (Markedunum)
- Nyon (Noviodunum)
- Suin (vicaria Seodunensis)

Im südlichen Frankreich hat sich teilweise das -d- zu einem -z- verschoben:
- Lauzun (Lugdunum)
- Mauzun (*Magdunum)
- Balazuc (Baladunum)

Im Sprachgebiet des Languedoc entfiel das -n-, weshalb aus Verdun > Verduc und Rocadunum > Roquedur wurde, wobei der jeweils letzte Buchstabe stumm ist.
Weitere lokale Veränderungen sind auch möglich wie zum Beispiel Ardin (< Aredunum).

## Sonstige Regionen
In Italien und Spanien gehen die Ortsnamen Duno auf das keltische Wort zurück (z. B. Duno in der Lombardei).
In der katalanischen Sprache ist das -d- nach -l- verschwunden (Arnaldus > Arnal). Entsprechend versteckt sich auch hinter dem Ort Besalú (Bisuldunum) ein -dunum-Ort.